# Hexa(tert-butoxy)dimolybdène(III)
L'hexa(tert-butoxy)dimolybdène(III) est un complexe de coordination homoleptique de butylate –OCH3 et de molybdène(III) de formule chimique ((CH3)3CO)3Mo≡Mo(OC(CH3)3)3. Il se présente sous la forme d'un solide orangé sensible à l'air dont l'intérêt académique provient de ce qu'il peut être précurseur de plusieurs dérivés organométalliques du molybdène. Il présente une triple liaison Mo≡Mo. On peut l'obtenir par métathèse en faisant réagir du tert-butylate de lithium LiOC(CH3)3 avec un complexe de chlorure de molybdène(III) MoCl3 et de tétrahydrofurane (THF) :
2 MoCl3(thf)3 + 6 LiOBu-t ⟶ Mo2(OBu-t)6 + 6 LiCl + 6 thf.
Ce complexe, ainsi que son analogue au tungstène, l'hexa(tert-butoxy)ditungstène(III) ((CH3)3CO)3W≡W(OC(CH3)3)3, adopte une géométrie semblable à celle de l'éthane C2H6. La longueur de la liaison métal–métal du complexe apparenté Mo2(OCH2CMe3)6 vaut 222 pm.